# 神谷悠
神谷 悠（かみや ゆう、本名:頼經 なおみ（よりつね なおみ）、1967年3月7日 - ）は、日本の漫画家。大阪府出身。

## 経歴
1984年、『花とゆめ』（白泉社）21号に掲載された「君よ天使に還れ」でデビュー、以後、同誌や『別冊花とゆめ』などで活躍する。2007年より出産・育児のため休業中だったが、2010年『別冊花とゆめ』にて復帰。代表作は「京&一平シリーズ」。
夫はプリン専門店の店主。2010年9月6日の関西テレビ「ごきげんライフスタイル よ〜いドン!」の人気コーナー「となりの人間国宝さん」で円広志が入ったお店が夫が経営するプリン専門店だった。この店の壁にかけてあったイラストが描かれた色紙を円が見て、神谷の夫が経営する店と判明。その時本人と子供も出演した。
旅行が趣味で、同業の山口美由紀、遠藤淑子、高橋由紀、松川祐里子らと幾度も海外旅行に赴いており、その模様を描いた『ぷらり旅行組』は1999年に単行本化されている。

## 作品リスト

### 単行本
- KIDS! (1987)
- 夢飛行 BOYS (1988)
- 聖者の群れ (1988)
- あべせで用心 （1988-1989、全2巻）
- 魔狩人シリーズ
  - 魔王の刻 (1989)
  - 魔天の翼 (1990)
  - 闇の天子 (1991)
  - 黒の聖域 (1991)
  - 闇を継ぐもの (1992)
- 元気だよっ! （1990-1991、全2巻）
- 白龍十六夜伝 (1990)
- 風の龍 光の華 （1992-1993、全2巻）
- しらさぎと狼 (1994)
- 吉祥ヶ淵 (1994)

### 京&一平シリーズ
新書判
1. 華迷宮－桜屋敷の殺人－ (1992)
2. 翠迷宮－竜湖畔の殺人－ (1994)
3. 月迷宮－水晶館の殺人－ (1995)
4. 夏迷宮－潮騒がききたかった－ (1995)
5. 星迷宮－ダイヤモンドの殺人－ (1995)
6. 鏡迷宮－怪人Xの殺人－ (1996)
7. 砂迷宮－白夜館の殺人－ (1996)
8. 蝶迷宮－青い焔の殺人－ (1996)
9. 風迷宮－花陽炎の殺人－ (1997)
10. 聖迷宮－カノンの騎士－ (1997)
11. 翔迷宮－赤い鳥の殺人－ (1997)
12. 石迷宮－カストール家の殺人－ (1997)
13. 海迷宮－約束のイヴ－ (1998)
14. 千迷宮－輪廻ノ杜の殺人－ (1998)
15. 幻迷宮－夢獣の殺人－ (1998)
16. 双迷宮－震える蛇－ (1999)
17. 霧迷宮－天ノ郷の殺人－ (1999)
18. 匣迷宮－宇宙ガ呼ンデイル－ (2000)
19. 鐘迷宮－綾小路京誘拐事件－ (2000)
20. 桜迷宮－花降国で君と－ (2000)
21. 赤迷宮－灰の鎖の殺人－ (2000)
22. 虹迷宮－真夏の夢－ (2001)
23. 青迷宮－君は晴れた空の下で－ (2001)
24. 文迷宮－人形夜話－ (2002)
25. 炎迷宮－燈火城の殺人－ (2002)
26. 鍵迷宮－幽鬼館の殺人－ (2002)
27. 宝迷宮－3番目の扉－ (2003)
28. 水迷宮－13燈台の殺人－ (2003)
29. 愛迷宮－仮面の魔女－(2004)
30. 鱗迷宮－竜宮邸の殺人－ (2004)
31. 恋迷宮－いつか君といた空－ (2005)
32. 黒迷宮－白い獏－ (2005)
33. 白迷宮－光の中の未来－ (2006)
34. 童迷宮－消えた青い鳥－ (2007)
35. 迷宮回廊 (2013-2018、全4巻)

B6判
1. 薔薇貴公子 ─京＆一平シリーズ特別編─ (2010)

文庫判
1. 華迷宮・翠迷宮 (2003)
2. 月迷宮・夏迷宮 (2003)
3. 星迷宮・鏡迷宮 (2004)
4. 砂迷宮・蝶迷宮 (2004)
5. 風迷宮・聖迷宮 (2005)
6. 翔迷宮・石迷宮 (2005)
7. 海迷宮・千迷宮 (2006)
8. 幻迷宮・双迷宮 (2006)
9. 霧迷宮・匣迷宮 (2007)
10. 鐘迷宮・桜迷宮 (2007)
11. 赤迷宮・虹迷宮 (2008)
12. 青迷宮・文迷宮 (2008)
13. 炎迷宮・鍵迷宮 (2009)
14. 宝迷宮・水迷宮 (2009)
15. 愛迷宮・鱗迷宮 (2010)
16. 恋迷宮・黒迷宮 (2010)
17. 白迷宮・童迷宮 (2011)